# Guild Wars: Eye of the North
Guild Wars: Eye of the North es una expansión del videojuego de rol de acción Guild Wars desarrollo por ArenaNet, un filial de Seattle de NCsoft. Se lanzó en 31 de agosto de 2007. Diferente de los lanzamientos anterior en el Guild Wars serie, este es una expansión verdadera, así los jugadores tendrían que poseer un juego anterior de la serie. No incluye tutorial y se destina a los jugadores experimentados. 
Eye of the North continua la trama de Guild Wars. En la que los jugadores deberán volver al continente de Tyria, escenario de la primera campaña, Prophecies. Allí tendrán que llevar a sus viejos personajes para juntarse con sus amigos de siempre o reclutar nuevos aliados y héroes para adentrarse en peligrosos túneles subterráneos en busca de un antiguo mal. Ganen o pierdan, los jugadores conformarán el escenario para Guild Wars 2.

## Nuevos contenidos
- Continúa la historia: vuelve al viejo y devastado continente de Tyria. Reúnete allí con viejos amigos, conoce a nuevos aliados, véngate de antiguos enemigos y enfréntate a un peligro tan grande que amenaza con acabar con la raza humana.
- Mazmorras: explora un inmenso laberinto subterráneo de cavernas que se extiende a lo largo de todo el continente. 18 mazmorras multinivel repletas de trampas, acertijos y pasadizos secretos.
- Inmortaliza tu propia leyenda: los logros, trofeos y títulos conseguidos en Prophecies™, Factions™, Nightfall™ y Eye of the North™ no serán olvidados, puesto que quedarán expuestos en el Museo de Monumentos de Guild Wars® 2 para tus descendientes.
- 10 héroes nuevos
- 150 habilidades nuevas: descubre tipos de habilidades nunca vistos hasta ahora en Guild Wars®, como por ejemplo la Luz de Deldrimor, que puede detectar objetos ocultos a la vez que ataca a los enemigos.
- 40 conjuntos de armadura nuevos: equípate con poderosas y únicas piezas dignas de un héroe del mayor calibre.
- Conoce más sobre la historia y los territorios de razas hasta ahora nunca vistas:
- Los Norn de las Lejanas Picosescalofriantes son gente salvaje e independiente. Estos enormes bárbaros cambian de forma a su antojo y son cazadores por naturaleza que viajan sin parar a lo largo de este montañoso y nevado territorio en pos de su presa. Todas las criaturas de la estepa los temen y respetan mientras ellos no dejan de buscar a los más duros contrincantes para poner a prueba su fortaleza y así ganar reputación. Para los Norn, los más poderosos y respetados son aquellos que han derrotado más enemigos.
- Los Asura de la Costa de Bronce son una gente diminuta pero muy brillante que hasta hace bien poco vivía en Las Profundidades de Tyria, donde solían hacer tratos con los enanos, los rebeldes y otras razas subterráneas. Sin embargo, los Destructores, una peligrosa raza proveniente de un lugar incluso más profundo, invadió sus hogares obligándoles a salir a la superficie.
- Y razas antes vistas como los Chars y los Enanos de las Picosescalofriantes.

## Resumen de la trama
Guild Wars: Eye of the North llevará a los jugadores a las tierras al norte de Tyria y de las Lejanas Picosescalofriantes, donde una serie de extraños sucesos geológicos, como terremotos, están sucediendo.
En las tierras del norte habitan especies como los Asuras, una tribu de magos expulsados de las profundidades, y los Norn, más preocupados de ellos mismos de lo que les rodea.
Además, también están los ya conocidos Enanos de Deldrimor, que lucharán contra el mal que se avecina, y los archienemigos de Ascalon: los Charr.
Los héroes se sumergirán en dieciocho peligrosas y enormes mazmorras, donde intentaran acabar con enemigos, encontrar nuevas armas, y buscar pistas que les ayuden en su batalla final.
Dicha batalla desatará sucesos, los cuales cambiaran el mundo para siempre.
Para que un personaje pueda jugar la expansión, se necesita tener por lo menos un paquete completo (Prophecies, Factions o Nightfall) y un personaje de al menos nivel 10, que al jugar en la expansión tendrá un atributo al nivel 12 y hasta 4 más al nivel 9, además de una salud y armadura de personaje de nivel 20, el efecto se pierde al llegar al nivel 20.
- Datos: Q2187062